# Susuz
Susuz là một huyện thuộc tỉnh Kars, Thổ Nhĩ Kỳ. Huyện có diện tích 701 km² và dân số thời điểm năm 2007 là 13114 người, mật độ 19 người/km².